# Ludvig Müller (numismatiker)
 Der er flere personer med dette navn, se Ludvig Müller.
Carl Ludvig Müller (9. juni 1809 i København – 6. september 1891 sammesteds) var en dansk teolog, numismatiker og museumsmand. Han var søn af biskop Peter Erasmus Müller, bror til Adam og Otto Müller og far til Peter Erasmus Müller og Sophus Müller.
Müller blev cand. theol. 1832, fik 1834 universitetets guldmedalje i orientalsk filologi, tog 1836 den teologiske licentiatgrad, 1855 den filosofiske doktorgrad. I 1841 blev han adjungeret inspektør ved møntkabinettet på Rosenborg, 1847 inspektør ved denne samling, 1848 inspektør ved Thorvaldsens Museum, 1865 direktør for Møntsamlingen og 1866 for Antiksamlingen. Han blev Ridder af Dannebrogordenen 1847, Dannebrogsmand 1873 og Kommandør af 2. grad 1889.

## Værk
- Med Christian Tuxen Falbe og Jacob Christian Lindberg: Numismatique de l'ancienne Afrique, Cop. 1860–1874.
- Ludvig Müller: «Religiøse symboler af Stierne-, Kors og Cirkel-Form hos Oldtidens Kulturfolk» , Videnskabselskabets Skrifter 3, København 1866